# Marc-André Grenon
Marc-André Grenon, né en 1975, est un criminel et assassin québécois.
Il devient connu provincialement à la suite de son arrestation pour homicide, rendue possible par des avancées technologiques sur la technologie d’identification via l’ADN, 22 ans après les faits.
Il purge actuellement sa peine au centre régional de réception à Sainte-Anne-des-plaines.

## Biographie
Marc-André Grenon est décrit comme un sans-abri ayant vécu dans plusieurs villes du Québec au fil des 20 dernières années. Également décrit comme colérique, manipulateur et violent, on dit qu'il exerce de la violence conjugale tant physique que psychologique dans sa vie intime.
Grenon habite à Jonquière dans la rue voisine où a eu lieu le meurtre, directement face du bloc appartement de la victime. En juillet 2000, il déménage dans la ville de Québec à 450 mètres de sa seconde victime.
Le 25 avril 2000, trois jours avant de commettre le meurtre de Guylaine Potvin, on l'arrête pour un dossier de vol à Chicoutimi. Comme adresse de résidence, il donne l’adresse d’un refuge d’itinérants.
En 2017, Marc-André Grenon témoigne lors d'un colloque de l’Association québécoise pour une réadaptation psychosociale. Il y raconte son parcours de vie parsemé de problèmes ainsi qu'il avait « réussi à s'en sortir. »

## Les faits et l'enquête
Dans la nuit du 27 au 28 avril 2000, Grenon s'introduit chez Guylaine Potvin, une étudiante en éducation spécialisée de 19 ans, l'agresse sexuellement, la violente physiquement et l'étouffe à mort dans son appartement de Jonquière. Au petit matin, son amie, Audrey Saint-Pierre, tente de la joindre par téléphone, mais Guylaine ne répond pas. Audrey se rend alors à la résidence de Guylaine et découvre son corps. Le médecin légiste indique que la jeune fille a été violée puis étranglée. De l'ADN est présent, à huit reprises, sur la scène du crime et dans l'appartement que louait la victime, mais elle ne mène à aucun résultat.
Dans la nuit du 2 au 3 juillet 2000, Grenon s'introduit chez Isabeau, une étudiante de 20 ans, la bat, l'agresse violemment et la laisse pour morte dans son appartement de Sainte-Foy. Isabeau perd connaissance, mais revient rapidement à elle après le départ de son assaillant et appelle les secours. Transportée en urgence dans un l'hôpital voisin, elle se remet miraculeusement de ses blessures. De l'ADN est découvert dans l'appartement puis envoyé au laboratoire afin d'être expertisé.
En août 2000, une comparaison ADN effectuée entre le meurtre de Guylaine Potvin et la tentative de meurtre d'Isabeau établit que les deux étudiantes ont été victimes du même homme. Les deux cas sont alors rapprochés. De nombreuses comparaisons ADN sont effectuées, mais celles-ci restent vaines. Le dossier devient un Cold Case.
Le 16 novembre 2005, un épisode de la série télévisée intitulée « Qui a tué ? » diffuse la bague de finissante que portait Guylaine Potvin, ainsi que le bracelet d'Isabeau, volés au moment des agressions. Cette diffusion permet de recueillir quelques informations supplémentaires, mais sans toutefois aboutir à une interpellation.
Lorsque le dossier est repris par la division de cas froids, en 2018, plus de 300 sujets d’enquête sont ciblés. La quasi-totalité d’entre eux sont exclus, après avoir accepté de fournir leur ADN. Après s'être refusé à donner son ADN, en 2006, Marc-André Grenon s'y refusera de nouveau, en 2021.
En 2022, les enquêteurs de la Sûreté du Québec font des percées grâce au projet PatronYme, qui est testé pour la première fois en cours. Ce projet permet d’identifier le nom de famille Grenon comme étant suspect potentiel. Dans le cadre du projet PatronYme, le laboratoire de sciences judiciaires et de médecine légale monte une base de données de 24 000 profils génétiques d’individus ayant envoyé leur ADN sur des sites web de généalogie. L’ADN trouvé sur les lieux du crime est soumis à la base de données et le nom « Grenon » ressort comme intérêt prioritaire. L’information est immédiatement transmise aux enquêteurs.
Le 2 août 2022, la police met en place une opération de filature pour obtenir l'ADN de Marc-André Grenon, aussi considéré comme suspect par le passé. Grenon se dirige dans un cinéma et y boit une liqueur. Il jette ensuite le contenant qui est récupéré par les agents en filature. Les résultats sont sans équivoque : l’ADN trouvé sur le verre en carton correspond à l’ADN de la scène du crime, 22 ans plus tôt.

## Arrestation et incarcération
Le 12 octobre 2022, Grenon est arrêté à Granby et placé en détention provisoire avec pour chef d'inculpation de meurtre au premier degré, abus sexuels et tentative de meurtre au premier degré. Il nie fermement les faits qui lui sont reprochés.
À la suite de l'arrestation de Grenon, les autorités soupçonnent qu'il ait pu faire d’autres victimes, entre 2000 et 2022, postérieurement aux deux affaires. Une unité d’enquête sur les crimes en série est alors déployée par la Sûreté du Québec, afin d'établir une éventuelle culpabilité de Grenon à ces affaires non-résolues.

« Quand on a plusieurs victimes identifiées avec le même suspect, cette structure-là permet d’unir plusieurs services de police québécois qui travaillent en collaboration pour identifier rapidement les crimes commis par les prédateurs »

— agente Béatrice Dorsainville

## Procès et condamnation
Présidé par le juge François Huot de la Cour supérieure du Québec, le procès de Grenon débute le 15 janvier 2024. Au cours du procès, Grenon finit par admettre qu’il est l’auteur de ce meurtre, la preuve ADN étant trop forte contre lui.
Le 20 février 2024, un jury composé de 12 personnes a besoin de 40 minutes pour déclarer Grenon coupable sur les chefs d’accusation de meurtre prémédité et d'agression sexuelle grave. Il écope automatiquement de la prison à perpétuité sans possibilité de libération conditionnelle avant 25 ans.
Grenon ne pourra demander de libération avant le 12 octobre 2047.
Le 22 mars 2024, les avocates de Marc-André Grenon portent le verdict en appel devant la Cour d'appel du Québec.
Le 7 juin 2024, le procureur de la couronne Me Pierre-Alexandre Bernard annonce que les procédures judiciaires concernant Marc-André Grenon sont terminées; les avocates qui portaient le dossier en appel ont déposé un acte de désistement. Ce même jour, Grenon admet être l'auteur de la tentative de meurtre commise en juillet 2000.